# إيفا تايلور
إيفا تايلور (بالإنجليزية: Eva Taylor)‏ هي مغنية وموسيقية وممثلة أمريكية، ولدت في 22 يناير 1895 في سانت لويس في الولايات المتحدة، وتوفيت في 31 أكتوبر 1977 في مينيولا في الولايات المتحدة بسبب سرطان.

## وصلات خارجية
- إيفا تايلور على موقع ميوزك برينز (الإنجليزية)
- إيفا تايلور على موقع ميوزك برينز (الإنجليزية)
- إيفا تايلور على موقع قاعدة بيانات برودواي على الإنترنت (الإنجليزية)
- إيفا تايلور على موقع أول ميوزيك (الإنجليزية)
- إيفا تايلور على موقع ديسكوغز (الإنجليزية)
- إيفا تايلور على موقع ديسكوغز (الإنجليزية)